# غوستافو روداس
غوستافو روداس (بالإسبانية: Gustavo Rodas)‏ (16 يناير 1986 بروساريو في الأرجنتين - ) هو لاعب كرة قدم أرجنتيني في مركز الوسط. شارك مع منتخب الأرجنتين تحت 17 سنة لكرة القدم. أما مع النوادي، فقد لعب مع تيرو فيديرال وسوسيداد ديبورتيفو كيتو ونادي خورخي ويلسترمان ونادي غويزهو رينهي ونيولز أولد بويز وتاليريس كوردوبا وClub El Porvenir ‏ وكورونل بولوجنسي وLeón de Huánuco ‏ وكوكوتا ديبورتيفو ‏.

## وصلات خارجية
- غوستافو روداس على موقع قاعدة بيانات كرة القدم.إي يو (الإنجليزية)
- غوستافو روداس على موقع Soccerway.com (الإنجليزية)